# Le Kid de l'Oklahoma
Le Kid de l'Oklahoma (titre original : The Hot Kid) est un roman d'Elmore Leonard paru en 2005.

## Résumé
Okmulgee, Oklahoma, 1921. L’année de ses quinze ans, Carlos Webster rencontra son premier bandit dans un drugstore, un certain Emmett Long, venu braquer le tiroir-caisse de M. Deering. Cette même année, il tua son premier homme, un voleur de bétail venu braconner sur les terres de son père. Une certaine façon d’apprendre à connaître la vie.
Il ne s’engagera pas dans les Marines comme son père, et ne sera pas fermier comme lui. Non, le 13 juin 1927, alors que Charles Lindbergh achève sa traversée de l’Atlantique, Carl Webster devient marshal des États-Unis. C’est le début d’une carrière légendaire, ponctuée d’affrontements mémorables, entre autres celui qui va l’opposer à l’Ennemi public numéro un, Jack Belmont, un fils de magnat du pétrole qui a mal tourné. Un combat qui lui donne aussi l’occasion de renouer avec une vieille connaissance, Emmett Long soi-même.

## Commentaires
Ce n’est pas la première fois qu’Elmore Leonard met en scène représentants de la loi et truands au cours de péripéties rocambolesques, mais ce roman est sans aucun doute l’une de ses épopées les plus abouties et les plus originales. Bien qu’il ne donne pas dans la nostalgie, ce livre se lit comme un retour aux sources pulp du roman noir, une veine qui a guidé l’auteur depuis ses débuts. Comme l’a dit Stephen King, « on ne s’attendait pas à ce qu’Elmore Leonard ait écrit son meilleur livre à l’âge de 79 ans, mais c’est pourtant le cas ».